# Șklîn Druhîi, Horohiv
Șklîn Druhîi (în ucraineană Шклинь Другий) este un sat în comuna Șklîn din raionul Horohiv, regiunea Volînia, Ucraina.

## Demografie
Componența lingvistică a localității Șklîn Druhîi
     Ucraineană (97,92%)
     Slovacă (2,08%)
Conform recensământului din 2001, majoritatea populației localității Șklîn Druhîi era vorbitoare de ucraineană (97,92%), existând în minoritate și vorbitori de slovacă (2,08%).